# Nevermore 2023/2024
Tournées par Mylène Farmer
Mylène Farmer Live 2019
(2019)
La tournée des stades Nevermore 2023/2024 (initialement appelée Nevermore 2023) est la sixième tournée musicale et la huitième série de concerts de Mylène Farmer, lancée à l'appui de son douzième album studio intitulé L'Emprise. Il s'agit de la plus grosse tournée des stades pour une artiste française.
Elle débute le 3 juin 2023 au stade Pierre-Mauroy de Lille et se termine le 1er octobre 2024 au stade de France à Paris. C'est la première tournée de la chanteuse à se dérouler entièrement dans des stades et sa première tournée depuis Timeless 2013, sa série de concerts en 2019 ayant été une résidence à Paris La Défense Arena.
Les concerts se déroulent en France, Belgique et Suisse. Le 21 mars 2022, les concerts russes prévus au stade Loujniki de Moscou ont été officiellement annulés à la suite de l'invasion russe en Ukraine,,. Les concerts prévus à Paris au stade de France les 30 juin et 1er juillet sont annulés par la préfecture de Seine-Saint-Denis à cause des émeutes consécutives à la mort de Nahel Merzouk . Ils sont finalement reportés au 27 et 28 septembre 2024. Une date est ajoutée le 1er octobre 2024.

## Contexte et ventes

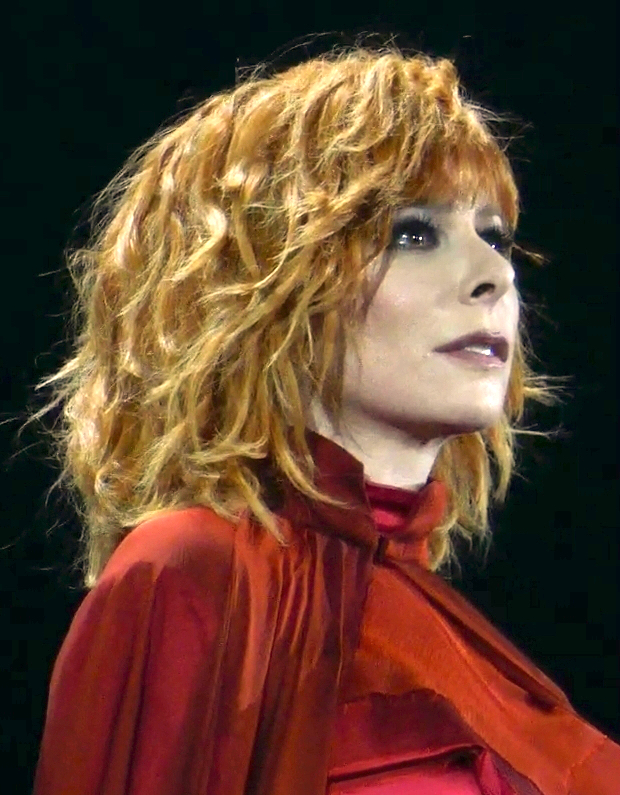
L'artiste en 2019.

### Contexte
Le 9 juin 2021, la bannière de chaîne YouTube de la chanteuse est modifiée par une image sombre qui indique « MF-NM »,. Le 10 juin, une vidéo montrant un œil de corbeau est publiée sur la chaîne YouTube de Mylène Farmer, où le mot « Nevermore » est mentionné pour la première fois. Le 13 juin, une nouvelle vidéo est mise en ligne, mettant en scène une photo de l'artiste prise pour l'album live En concert au sein d'un œil de corbeau, avec le titre Nevermore 2023. La tournée est officiellement annoncée le 22 juin, après des spéculations médiatiques à la suite de la mise en ligne des teasers sur YouTube,.
Thierry Suc, le producteur de la chanteuse, a révélé en novembre 2022 que la construction des décors commencerait sous peu. Le Parisien a rapporté que 90 semi-remorques seraient nécessaires pour la tournée.

### Déroulement de la vente des places
Les dates initiales de la tournée sont révélées le 22 juin 2021, avec l'intention de donner onze concerts dans des stades de villes en France, Suisse et Belgique, et à des dates non précisées en Russie,.

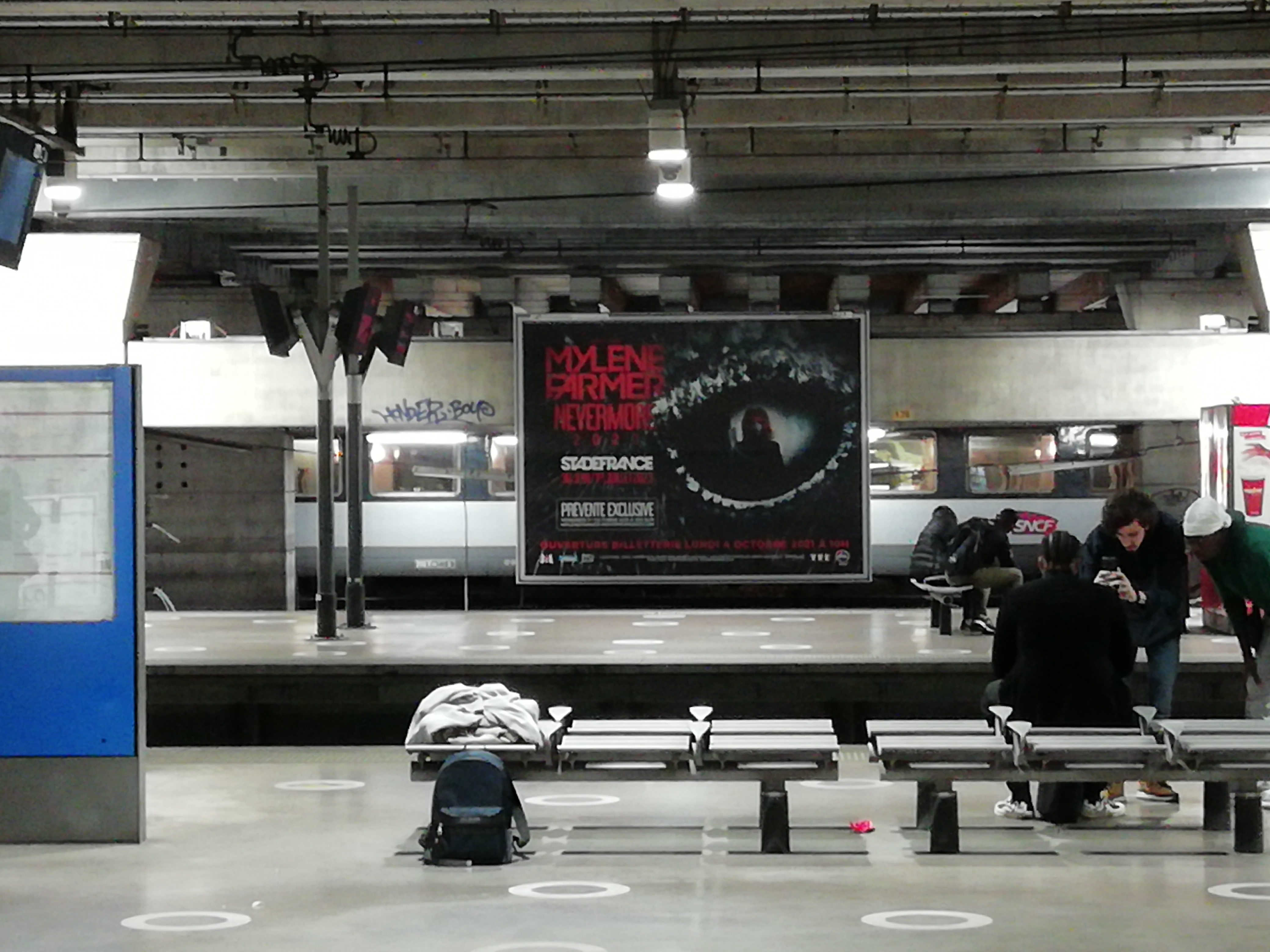
Affiche de la tournée Nevermore 2023 sur le quai de la station Bibliothèque François Mitterrand.

Un site officiel est mis en place pour annoncer les dates. En août, une dernière date de tournée à Nice est ajoutée. Le 1er octobre, la prévente officielle est ouverte. Au cours des deux premières heures, 100 000 billets sont vendus, tandis que 200 000 billets sont vendus au cours des huit premières heures de la période de prévente. Les billets sont ensuite mis en vente sur les canaux de distribution habituels le 4 octobre 2021. TS Productions indique que 340 000 billets se sont écoulés en dix jours.
Le 17 janvier 2022, les dates nantaises et les dates à Lyon et Bordeaux sont annoncées comme complètes,. 
La première date initialement au stade de Genève, le  16 août 2022, est annulée en raison des assouplissements des mesures de sécurité Covid-19 en Suisse, puisque seul 50 % des places avaient pu être mises en vente pour chacun des deux concerts prévus en Suisse, les 16 et 17 août.
En septembre 2022, les organisateurs indiquent que 400 000 billets sont vendus et que cinq dates sont d'ores et déjà complètes, les incitant à ajouter une seconde date à Lyon et Bordeaux, portant le nombre total de concerts à 13. En novembre 2022, sept dates sont complètes, et 550 000 billets sont vendus. Le 24 juillet 2023, après la mise en vente de la troisième et dernière date à Paris le 1er octobre 2024, entre 600 000 et 700 000 billets ont été vendus pour les 14 concerts.

### Concert filmé à Lyon

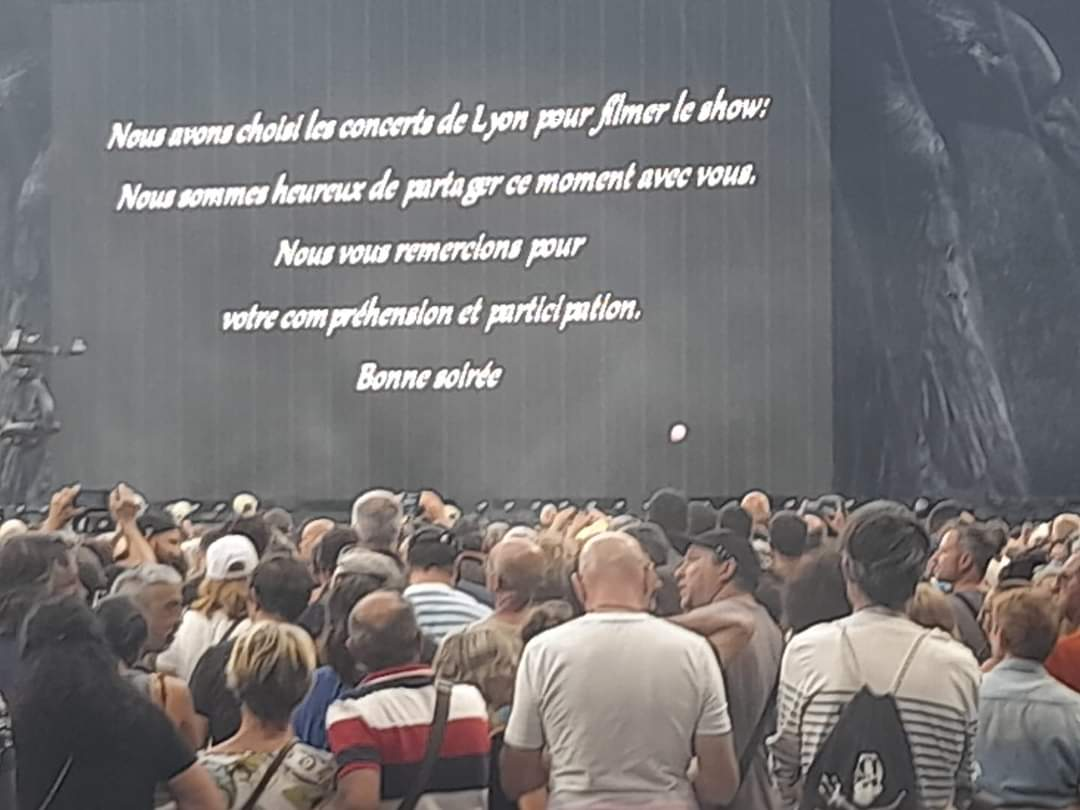
Message diffusé avant le concert informant de la captation des concerts de Lyon pour le film du concert.

Dans le stade de Lyon, les 23 et 24 juin, la présence de grues de captation vidéo et l'affichage d'un texte sur les écrans de la scène annoncent aux spectateurs que les concerts sont filmés.

### Report des dates au Stade de France
Les concerts prévus à Paris au Stade de France les 30 juin et 1er juillet sont annulés par la préfecture de Seine-Saint-Denis à cause des émeutes consécutives à la mort de Nahel Merzouk . Ils sont finalement reportés les 27 et 28 septembre 2024, faute de disponibilités par rapport à la Coupe du monde de rugby fin 2023 et aux Jeux Olympiques en début d'année 2024. Une troisième date au Stade de France est ajoutée le 1er octobre 2024.

## Concerts et spectacles

### Concerts
| Date              | Ville     | Pays     | Lieu                    | Audience           | Commentaires                                                                                             | Revenu |
| ----------------- | --------- | -------- | ----------------------- | ------------------ | --- | ------ |
| Année 2023        |           |          |                         |                    | |        |
| 3 juin 2023       | Lille     | France   | Stade Pierre Mauroy     | 45 000 spectateurs | Complet                                                                                                  | —      |
| 9 juin 2023       | Nantes    | France   | Stade de la Beaujoire   | 30 000 spectateurs | Complet                                                                                                  | —      |
| 10 juin 2023      | Nantes    | France   | Stade de la Beaujoire   | 30 000 spectateurs | Complet                                                                                                  | —      |
| 17 juin 2023      | Genève    | Suisse   | Stade de Genève         | 37 000 spectateurs | Complet                                                                                                  | —      |
| 23 juin 2023      | Lyon      | France   | Groupama Stadium        | 45 000 spectateurs | Complet Durant les dates de Lyon, le concert est filmé pour les sorties en CD et DVD du film du concert  | —      |
| 24 juin 2023      | Lyon      | France   | Groupama Stadium        | 45 000 spectateurs | Complet Durant les dates de Lyon, le concert est filmé pour les sorties en CD et DVD du film du concert. | —      |
| 8 juillet 2023    | Marseille | France   | Orange Vélodrome        | 48 000 spectateurs | Complet                                                                                                  | —      |
| 14 juillet 2023   | Bordeaux  | France   | Stade Matmut Atlantique | 42 000 spectateurs | Complet                                                                                                  | —      |
| 15 juillet 2023   | Bordeaux  | France   | Stade Matmut Atlantique | 42 000 spectateurs | Complet                                                                                                  | —      |
| 22 juillet 2023   | Bruxelles | Belgique | Stade Roi Baudouin      | 40 000 spectateurs | Complet                                                                                                  | —      |
| 29 juillet 2023   | Nice      | France   | Allianz Riviera         | 35 000 spectateurs | Complet                                                                                                  | —      |
| Année 2024        |           |          |                         |                    | |        |
| 27 septembre 2024 | Paris     | France   | Stade de France         | 80 000 spectateurs | Complet Date du report du 30 Juin 2023                                                                   | —      |
| 28 septembre 2024 | Paris     | France   | Stade de France         | 80 000 spectateurs | Complet Date du report du 1er Juillet 2023                                                               | —      |
| 1er octobre 2024  | Paris     | France   | Stade de France         | 80 000 spectateurs | Complet Date ajoutée après les reports des deux dates précédentes                                        | —      |

### Titres interprétés
1. Prologue musical (ouverture) ;
2. Du temps (Mico C Remix) ;
3. Peut-être toi ;
4. Libertine ;
5. Optimistique-moi ;
6. À tout jamais ;
7. C'est une belle journée ;
8. Paysages glacés (intro Tristana)
9. Tristana ;
10. Remember [Medley] (interlude instrumental avec danseurs sur des extraits de Do You Know Who I Am, Dégénération, Beyond My Control, Je t'aime mélancolie, Rolling Stone, Pourvu qu'elles soient douces et Tristana) ;
11. Rayon vert (avec AaRON) ;
12. Rêver ;
13. Pas le temps de vivre (à Lille le 3 juin 2023 et à Nantes les 9 et 10 juin 2023) ; L'Autre...(à Genève le 17 juin 2023, Lyon les 23 et 24 juin 2023, Marseille le 8 juillet 2023, Bordeaux les 14 et 15 juillet 2023, Bruxelles le 22 juillet 2023 et à Nice le 29 juillet 2023); Les mots (en duo avec Seal) (à Paris le 27, 28 septembre et 1er octobre 2024)
14. Que l'aube est belle ;
15. Sans contrefaçon ;
16. Oui mais… non ;
17. Interlude (Ode à l'apesanteur, instrumental) ;
18. Que je devienne… ;
19. XXL ;
20. Rêve interdit (intro Désenchantée)
21. Désenchantée ;
22. Rallumer les étoiles ;
23. Épilogue musical.

## Organisation

### Équipe
- Conception du spectacle : Mylène Farmer[33] ;
- Conception du décor : Emmanuelle Favre ;
- Conception des lumières : Dimitri Vassiliu ;
- Direction musicale du spectacle : Olivier Schultheis.
- Direction musicale : Yvan Cassar pour le prologue et l’épilogue musicaux, L’Autre, Pas le temps de vivre, Rêver et Que l’aube est belle.
- Musiciens : Sébastien Chouard, Joel Shearer (guitares), Johan Dalgaard, Éric Chevalier (claviers), Charles Paxson (batterie) et Jonathan Noyce (basses).
- Invité spécial : AaRON.
- Création des costumes : Olivier Theyskens.
- Conception des images :
  - Woodkid pour Que l’aube est belle ;
  - D/LABS pour À tout jamais, Sans contrefaçon, Oui mais… non et Tristana ;
  - Bordos Artworks pour le prologue, Du Temps, Peut-être toi, Libertine et l'épilogue ;
  - Glenn Marshall pour le film The Crow[34],[35].

### Danse

#### Chorégraphies
- Mylène Farmer pour Sans contrefaçon, Optimistique-moi et Désenchantée[33] ;
- Mylène Farmer et Christophe Danchaud pour C’est une belle journée ;
- Parris Goebel pour À tout jamais, Nevermore (medley) et Oui mais… non ;
- Aziz Baki pour Rallumer les étoiles.

#### Danseurs
Les danseurs sont : Aziz Baki, Mehdi Layo, Antoine Randon, Thomas Greaux, Jocelyn Laurent, Martin Gavidia, Delphine Tournier, Jamie Graham, Ellie Smyth, James Mason, Thomas Fryearson, Carmelle Rudder, Josie Pocock, Kane Klendjian, Kiera Curtin et Thibaut Orsoni.
Coordinateurs chorégraphiques
Les coordinateurs chorégraphiques sont Corbyn Taulealea, Valérie Bony et Christophe Danchaud.

### Scène

#### Installation et démontage

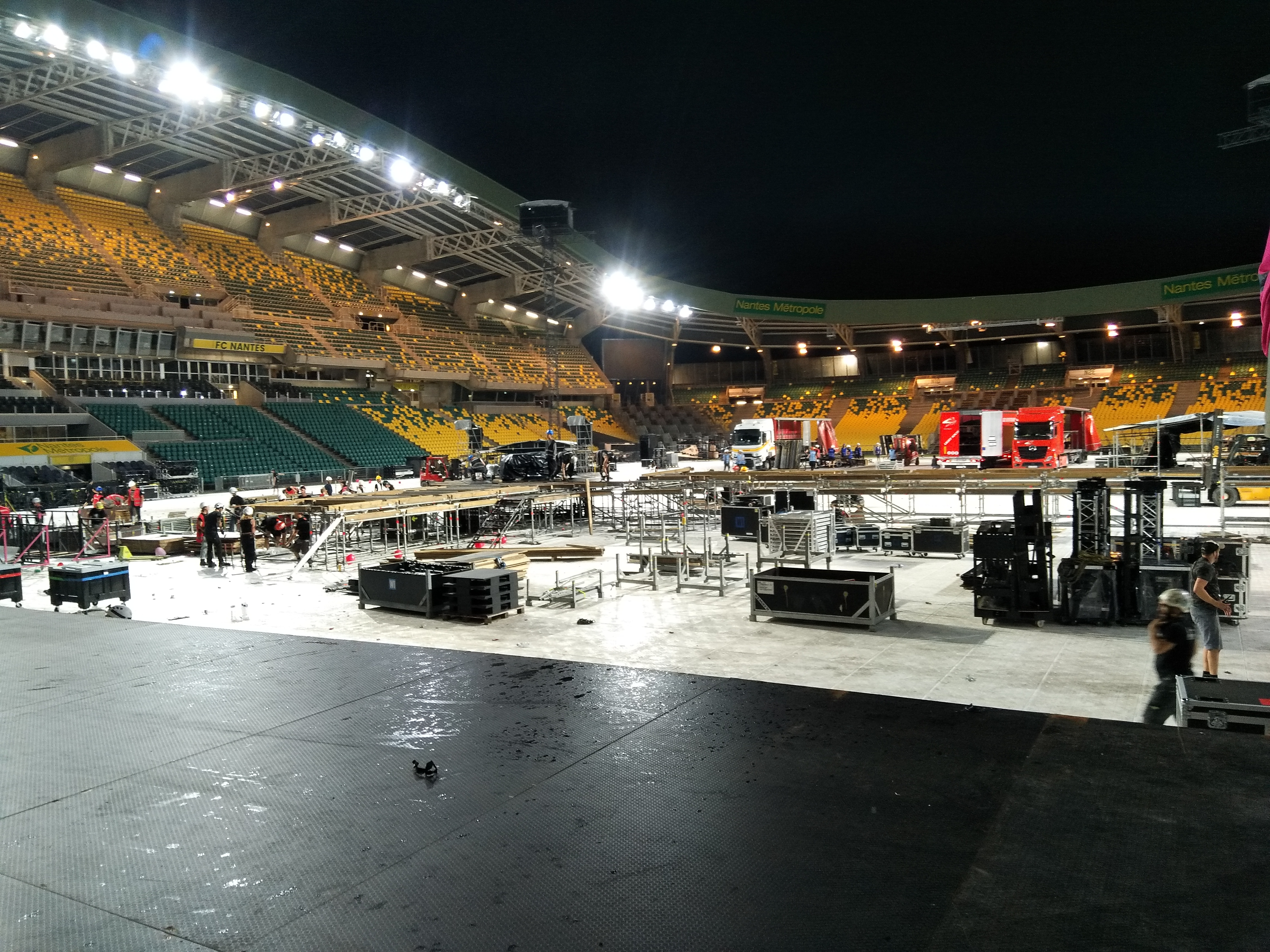
Démontage de la scène au stade de la Beaujoire dans la nuit du 10 au 11 juin 2023.

L'installation d'un concert de la tournée Nevermore 2023 nécessite « une logistique hors normes ». 90  semi-remorques sont nécessaires pour transporter tout le matériel (scène, décors, sonorisation, vidéo, etc.) et il faut une semaine entre chaque concert pour permettre aux équipes techniques de monter, démonter la scène, transporter tout le matériel et remonter la scène dans le stade suivant.
La scène mesure 60 mètres d’ouverture, 24 mètres de hauteur et 22 mètres de profondeur. Lors du concert au stade de la Beaujoire à Nantes, 7 000 m² de plaques de protection à Nantes sont posées pour protéger la pelouse du stade ; six jours sont nécessaires pour aménager le stade. La tournée nécessite entre 300 et 600 repas les jours où les professionnels mangent sur place du matin au soir. À Nantes, la dernière fois qu'une logistique de cette ampleur a été mise en place remonte au concert de Johnny Hallyday en 2012.
Dès les premières installations au stade Pierre Mauroy, les accès ont été bâchés et le toit est resté en position fermé (selon BFM TV). De la musique est alors diffusée à proximité de l’enceinte afin de couvrir le son des répétitions.
Depuis la mise en vente du troisième concert au stade de France de Paris, le nombre de ventes des billets est maintenant estimé entre 600 000 et 700 000 pour les 14 concerts.

#### Configuration avant le début du concert

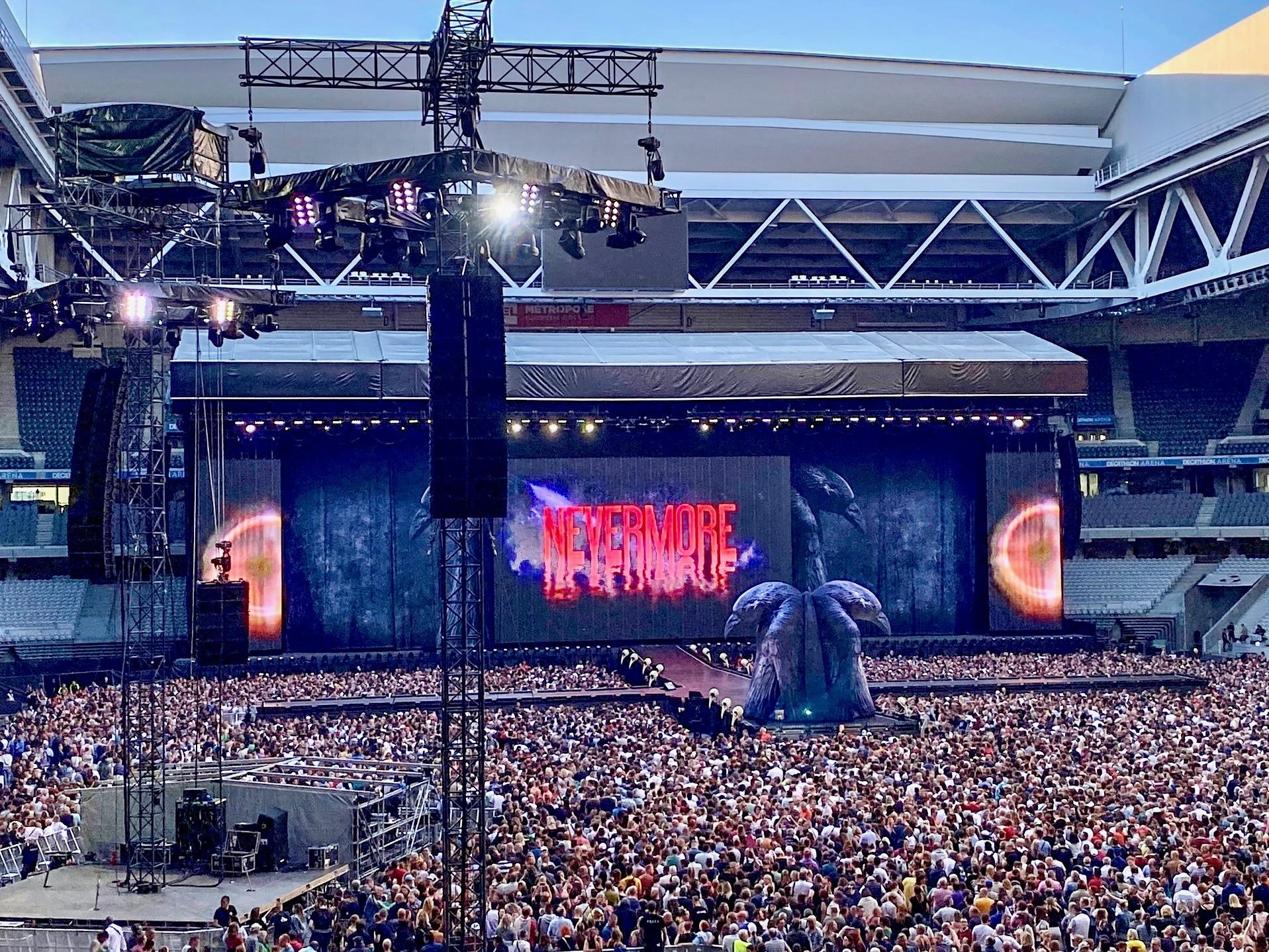
Présentation de la scène de Nevermore 2023 le 3 juin 2023.

Avant le début du spectacle, la scène est en mode « fermé ». Trois écrans géants sont allumés : un à chaque extrémité, de forme rectangulaire (sens de la hauteur) et un grand central orné d'image de grand corbeaux de profil. Ce dispositif cache le décor de la scène. Au centre, le logo de la tournée est affiché en permanence, tandis que les écrans annexes diffusent des formes lumineuses confuses.
Le scène se prolonge dans la fosse grâce à une avancée en forme de croix. À intervalles réguliers, des cranes de corbeaux (similaires à ceux présents dans le clip vidéo Fuck Them All du réalisateur catalan Agustí Villaronga (2004), sculptures de l'artiste suisse Martial Leiter) sont visibles. L'extrémité de l'avancée présente des représentations gonflables de deux corbeaux dos-à-dos.

## Déroulé du concert
- Ouverture

- Tableau 1
  - Du temps ;
  - Peut-être toi ;
  - Libertine.

- Tableau 2
  - Optimistique-moi ;
  - À tout jamais ;
  - C'est une belle journée ;
  - Tristana ;

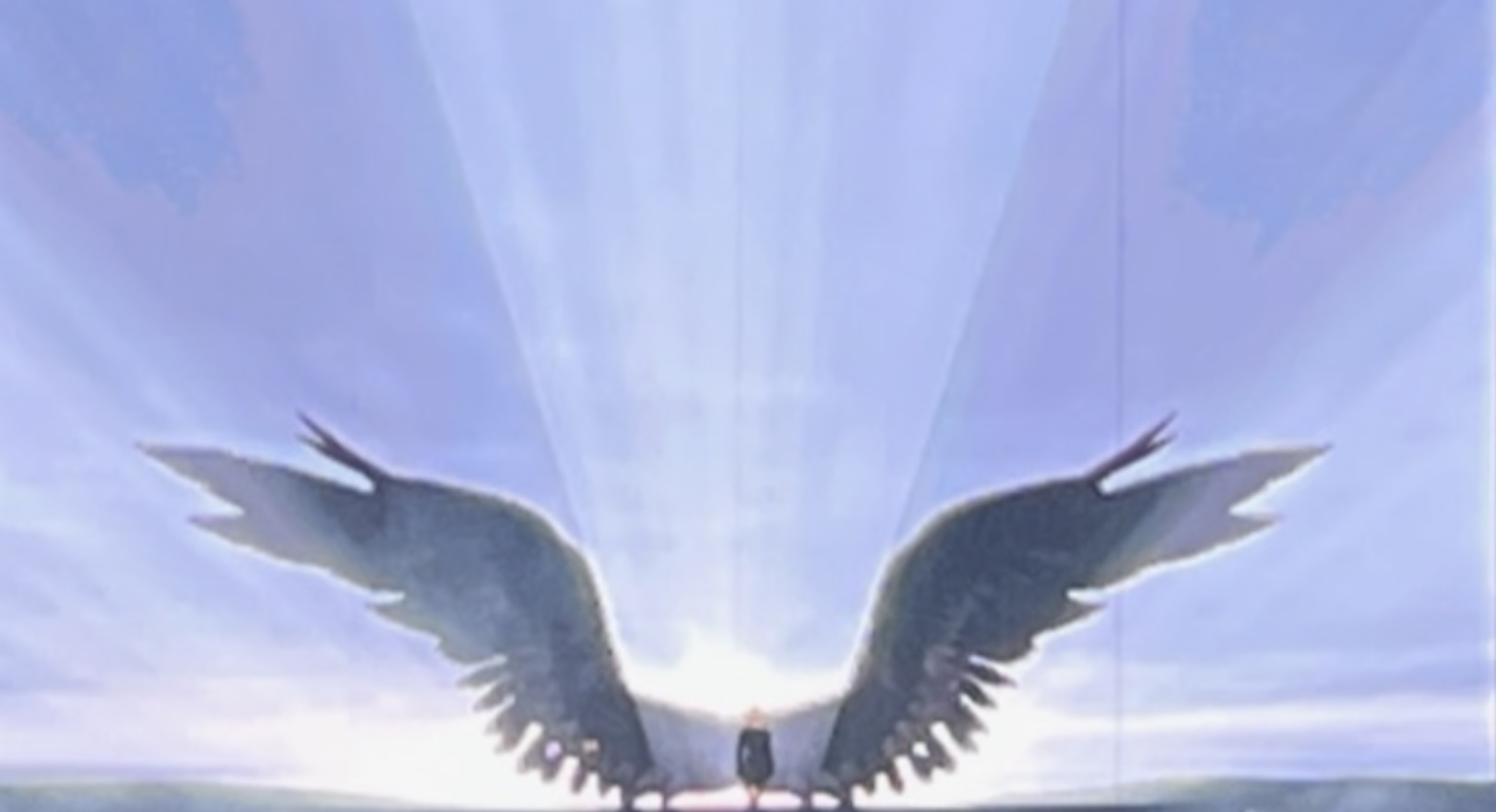
Arrivée de Mylène Farmer sur la scène le 3 juin 2023.

  - Nevermore (Medley instrumental comprenant successivement des extraits de Do You Know Who I Am, Dégénération, Beyond my control, Je t'aime mélancolie, Rolling stone, Pourvu qu'elles soient douces et Tristana).

- Tableau 3
  - Rayon vert (avec AaRON) ;
  - Rêver ;

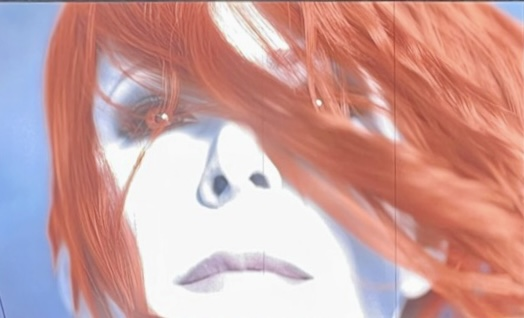
Extrait suplex de la projection (backdrop) pendant Que l'aube est belle.

  - Pas le temps de vivre (uniquement à Lille le 3 juin 2023 et à Nantes le 9 et 10 juin 2023);
  - Les mots (avec Seal) (uniquement à Paris les 27 et 28 septembre et le 1er octobre 2024);
  - L'autre (sauf le 3, 9 et 10 juin 2023, le 27 et 28 septembre et le 01 octobre 2024)
  - Que l'aube est belle.

- Tableau 4
  - Sans contrefaçon (mise en scène inspirée de la tournée de 1989) ;
  - Oui mais... non ;
  - Interlude (Ode à l'apesanteur dans sa version instrumentale) et projection de l'animation de The Crow.

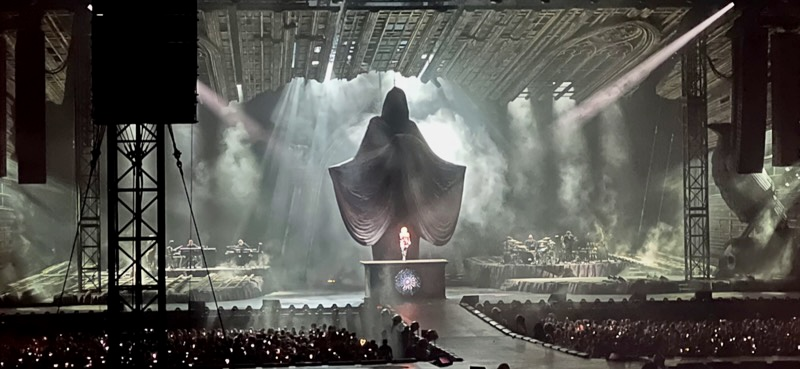
Mylène Farmer pendant Que je devienne....

- Tableau 5Mylène Farmer pendant Que je devienne....
  - Que je devienne... ;
  - XXL ;
  - Désenchantée.

- Rappel
  - Rallumer les étoiles.

- Épilogue

### Hommage

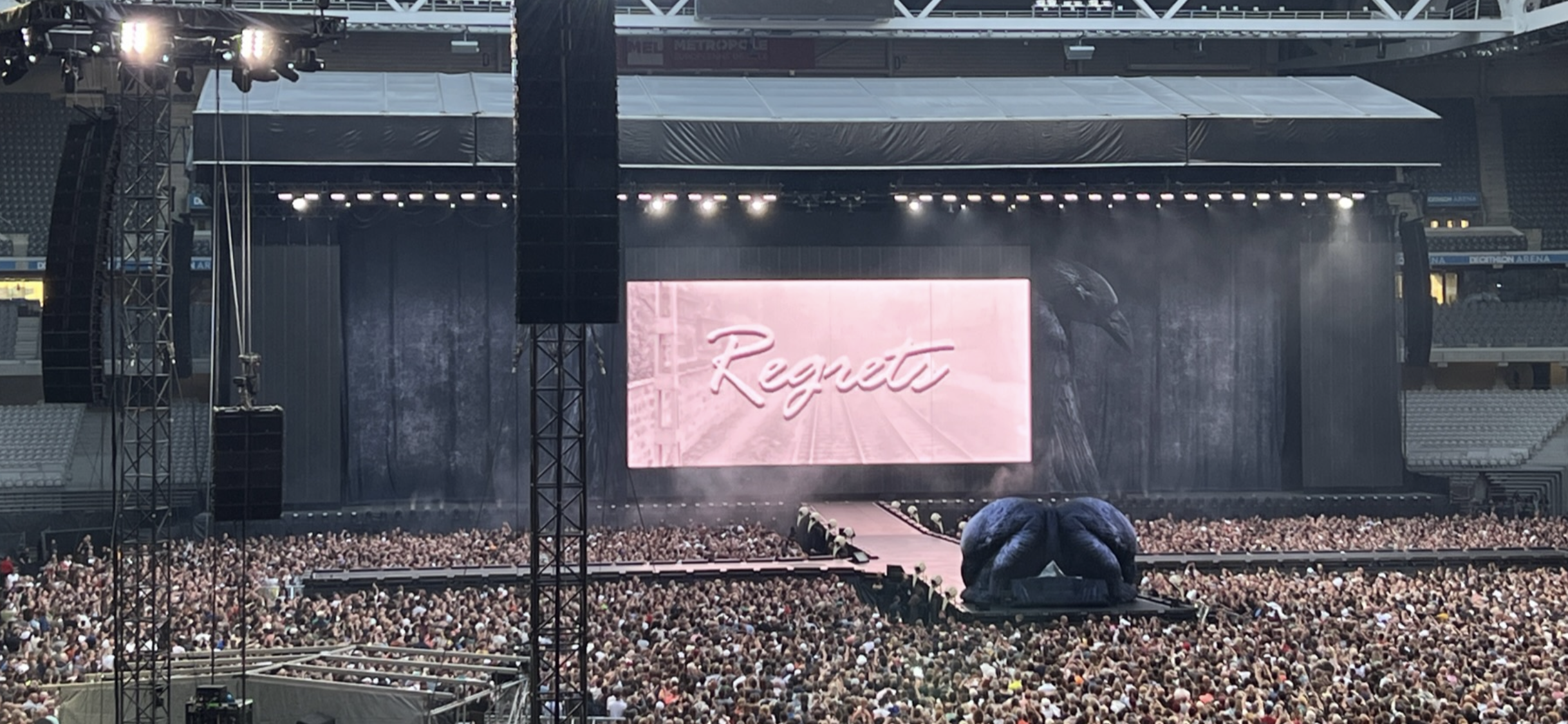
Diffusion de la chanson intitulée Regrets.

À la suite du décès de Jean-Louis Murat le 25 mai 2023, juste avant le début du spectacle, le clip et la chanson du titre Regrets, sorti en 1991, sont diffusés,,,.

## Accueil médiatique

### Presse après la première à Lille
Le quotidien La Voix du Nord titre « Nevermore : Mylène Farmer lance sa tournée avec un show « XXL » au stade Mauroy » et précise que « ça valait le coup » avant de conclure que « le public en a pris plein les yeux et si cela doit être les adieux à la scène, alors le contrat est rempli et l’icône a montré qu’elle était toujours reine en son royaume ».
Ouest-France indique que « Mylène Farmer illumine Lille lors de la première date de Nevermore » et a été marqué par une atmosphère « aussi sombre que flamboyante, sous le signe du corbeau », dans un article rédigé par un journaliste inspiré par l'œuvre de la chanteuse pour qui « l’intensité du spectacle est telle que l’on peine à vouloir en sortir ». Le rythme du show est « foudroyant » avec une « première partie haletante ». Cependant, l'auteur regrette pour la fosse, des danses « difficilement visibles », et des écrans latéraux « étroits » ne permettant de n’apercevoir que la chanteuse.
BFM Lille s'exprime aussi : « Elle est magique : Mylène Farmer a enflammé le stade de Lille pour son grand retour sur scène » et mentionne des paroles de fan heureux tout en soulignant que Mylène Farmer est la seule artiste française à réussir à remplir neuf stades et enchaîner 13 dates sur une même tournée.
Pour RFM, la chanteuse réalise un « coup d'envoi impressionnant pour le Nervermore 2023 » indiquant que le spectacle compte sur une mise en scène plus qu'impressionnante avec une conception du décor gigantesque dans une atmosphère mystique. Pour le média, Mylène Farmer « a une fois de plus ce soir-là confirmé son statut de star ».
De son côté, RTL titre : « Mylène Farmer : entrée sobre, nacelle et émotion pour le premier concert de sa nouvelle tournée "Nevermore" » et assure que la chanteuse a une « incroyable popularité intacte ». Si sa voix est très claire et les sourires nombreux, son entrée fut « la plus sobre de sa carrière ». Malgré la multiplication des clins d'œil au passé, l’artiste réinvente franchement ses arrangements.
Le journaliste de Madame Figaro, qui a assisté au spectacle au milieu de « spectateurs, de tous styles », constate que la chanteuse « prend un réel plaisir sur cette scène, ne se souciant guère des faux pas ».
Le Parisien évoque quant à lui « la plus grande chanteuse française » dans un « show de deux heures avec de nombreux effets visuels sur une scène démesurée ».
Pour France 3 Hauts-de-France, Mylène Farmer, qui « n'a pas fait dans la demi-mesure », a fait « chavirer des cœurs ». Le média note la sortie de scène de la chanteuse « aussi impressionnante que lunaire, qui a laissé le public aussi dubitatif qu'enchanteur ».
Le Huffington Post note que Mylène Farmer est « restée fidèle à elle-même et les fans n’ont pas été déçus par ce spectacle XXL ».
Paris Match est moins séduit par un retour aux sources avec son « Mylène recycle Farmer ». Le média estime le concert « moins grandiloquent, plus humain que ses concerts de 2019 mais en manque d’invention ».

## Symboles

### Le corbeau
La tournée Nevermore 2023 est la première à pousser aussi loin sur une thématique animale. Le corbeau y est omniprésent, sous différentes formes et références ; le nom de la tournée, même si rien d’officiel n’a été annoncé, fait certainement référence à une œuvre d’Edgar Allan Poe, écrivain américain que Mylène Farmer admire. Il s’agit de The Raven (Le Corbeau), dans lequel l’oiseau perché en haut d’une porte répète inlassablement « Jamais plus ».

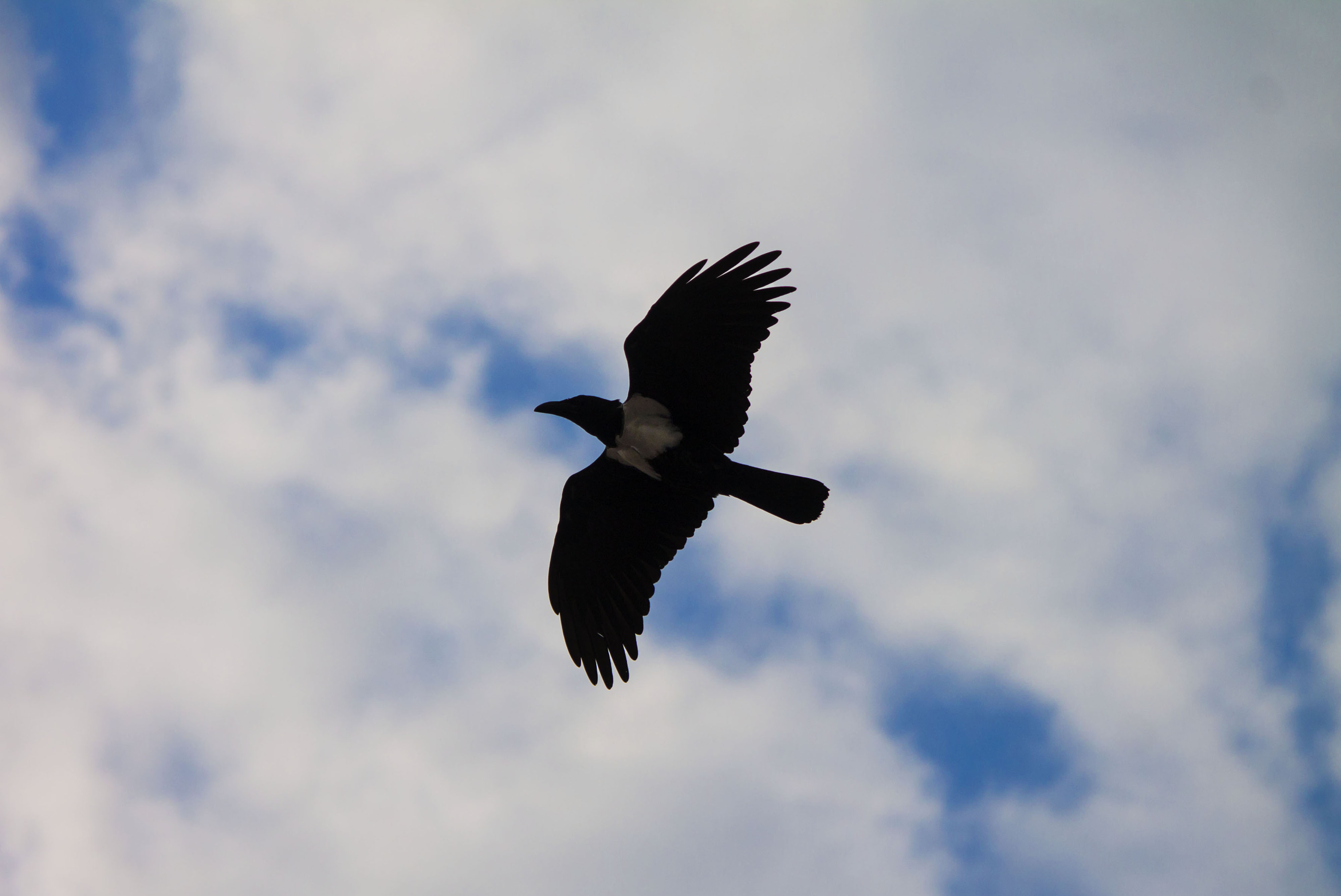
Un corbeau au vol, symbole de la tournée.

### Clins d’œil rétrospectifs
Les deux corbeaux en structures gonflables, situés tout au bout de l’avancée, sont dégonflés avant le début du concert. Des hommes en tenue de moine, similaire à la tournée de 1989, viennent les ramasser.
La tenue lors du titre Libertine rappelle celle présente dans le clip de 1986 ainsi que dans le Tour 1989. 
La mise en scène de l'interlude de la chanson Que l'Aube est belle rappelle le final de L'Horloge du Live 2019. 
Le titre Sans contrefaçon propose la même mise en scène que lors du Tour 1989.
L'instrumentalisation de Désenchantée rappelle la version du Mylenium Tour en 1999/2000. 
Le nom de la tournée, Nevermore, a fait s'interroger le public et les médias quant à une éventuelle dernière tournée. Cependant, le producteur de la tournée, Thierry Suc, a démenti à plusieurs reprises qu'il s'agissait d'une tournée d'adieu et a précisé que ce nom évoquait de la poésie (Nevermore étant le titre original du poème Le Corbeau d'Edgar Allan Poe). Il déclare également : « La fin n'est jamais sûre, pour elle comme pour moi, on en parle régulièrement. Il y a un moment, il faut savoir arrêter, il faut savoir quand c'est le bon moment […] à un moment donné, les choses s'arrêtent dans la dignité. On ne parle pas que de carrière, on parle de vie tout simplement, de nos envies, de ce qui nous motive, ou pas, à nous réveiller le matin et avoir envie de continuer. Elle se pose la question, je me la pose moi-même » et aussi : « Comme Mylène l’a dit elle-même dans une interview l’hiver dernier, elle a du mal à se projeter. Pour l’instant, on est dans cette tournée. Est-ce que c’est la dernière ou pas ? Je n’en sais rien ». À la fin du dernier concert de la tournée, le 1er octobre 2024, et alors que le public quitte le stade, le logo « NEVERMORE » projeté sur l'écran géant de la scène devient « MORE », laissant ainsi planer la possibilité d'une prochaine tournée. En février 2025, Thierry Suc dément une fois de plus cette rumeur dans une interview accordée à BFM TV, affirmant qu'il s'agissait d'un bug technique